# Dzieraźno
Dzieraźno (biał. Дзяражнае, Dziarażnaje; ros. Деражное, Dierażnoje) – wieś na Białorusi, w obwodzie mińskim, w rejonie stołpeckim, w sielsowiecie Derewno.

## Historia
W dwudziestoleciu międzywojennym leżało w Polsce, w województwie nowogródzkim, w powiecie stołpeckim, w gminie Derewno. W 1921 miejscowość liczyła 346 mieszkańców, zamieszkałych w 56 budynkach, w tym 332 Polaków, 13 Białorusinów i 1 Żyda. 338 mieszkańców było wyznania rzymskokatolickiego, 7 prawosławnego i 1 mojżeszowego.
W czasie II wojny światowej 2 mieszkańców Dzieraźna dołączyło do Zgrupowania Stołpeckiego Armii Krajowej.
Po II wojnie światowej w granicach Związku Radzieckiego. Od 1991 w niepodległej Białorusi.